# Bones
Bones (en español: Huesos) es una serie de televisión estadounidense de comedia dramática procedimental que se estrenó en el canal Fox el 13 de septiembre de 2005 y finalizó el 28 de marzo de 2017, con 246 episodios durante doce temporadas. Su tema central es la antropología forense; cada episodio se centra en un expediente misterioso del FBI que envuelven a restos humanos llevados por el agente especial del FBI Seeley Booth (David Boreanaz) a la antropóloga forense Temperance Brennan (Emily Deschanel) y la vida personal de los personajes. El resto del reparto principal incluye a Michaela Conlin, T. J. Thyne, Eric Millegan, Jonathan Adams, Tamara Taylor, John Francis Daley y John Boyd.
Creada por Hart Hanson, la serie está inspirada en la vida de la antropóloga forense y escritora de éxito Kathy Reichs. Fue producida por Hanson y Barry Josephson (Hide and Seek, Like Mike), y protagonizada por Emily Deschanel y David Boreanaz, también productores de la serie. Del mismo modo, la Dra. Brennan en el universo de Bones escribe novelas de misterio exitosas sobre una antropóloga forense ficticia llamada Kathy Reichs. Bones es una producción conjunta de Josephson Entertainment, Far Field Productions y 20th Century Fox Television. Es la serie dramática de una hora más longeva producida por 20th Century Fox Television.
El 25 de febrero de 2016, la serie se renovó para una duodécima y última temporada, que consta de doce episodios y que se estrenó el 3 de enero de 2017. El final de la serie se emitió el 28 de marzo de 2017.

## Premisa
La premisa del programa es una alianza entre la antropóloga forense Dra. Temperance "Bones" Brennan y el agente especial del FBI Seeley Booth. Brennan es el personaje central y líder del equipo del laboratorio ficticio médico-legal del Instituto Jeffersonian, una institución federal que colabora con el FBI. Esto refleja la relación histórica entre el FBI y los científicos del Instituto Smithsonian. Ambientada en Washington, D. C., el programa gira en torno a la resolución de casos legales federales mediante el examen de los restos humanos de posibles víctimas de asesinato.
La Dra. Brennan y su equipo brindan experiencia científica y Booth brinda la técnica de investigación criminal del FBI. Además de los posibles casos de asesinato que aparecen en cada episodio, la serie explora los antecedentes y las relaciones de sus personajes, en particular la tensión romántica entre Brennan y Booth. Una dinámica importante en curso entre Brennan y Booth es su desacuerdo sobre la ciencia y la fe. Brennan aboga por la ciencia, la evidencia y el ateísmo. Booth aboga por la intuición, la fe y Dios. La serie es conocida por sus matices cómicos oscuros, con cuerpos humanos en avanzado estado de descomposición, que sirven para aligerar la gravedad del intenso tema del programa.
La serie también presenta las relaciones interpersonales del personal del Jeffersonian, incluido la patóloga y forense Dra. Camille Saroyan; la artista forense Angela Montenegro y el entomólogo Dr. Jack Hodgins; y un grupo rotatorio de pasantes que ayudan a la Dra. Brennan, y cómo sus casos y víctimas impactan sus puntos de vista y sus vidas.

## Argumento
La doctora Temperance Brennan (Emily Deschanel) es una excepcional antropóloga forense que trabaja para el instituto Jeffersonian de Washington D. C. (institución ficticia inspirada en el Instituto Smithsoniano), y además es escritora de novelas negras. Generalmente interviene en investigaciones policiales de asesinatos cuando los restos de las víctimas están irreconocibles. Posee una extraordinaria habilidad para descifrar claves ocultas en los cuerpos de las víctimas. Brennan trabaja junto al agente especial Seeley Booth (David Boreanaz) de la unidad de investigaciones de homicidios del FBI. Booth, un agente formado en el ejército, en principio no confía en la ciencia ni en los científicos. Está convencido de que la clave para resolver los crímenes radica en descubrir la verdad a través de aquellos que aún están vivos -testigos y sospechosos- mediante técnicas tradicionales. Por este motivo, chocaba con la doctora Brennan tanto en el terreno profesional como en el personal. Brennan se siente más cómoda trabajando junto a su colega Ángela Montenegro (Michaela Conlin), su mejor amiga y fiel seguidora, quien ha creado un excelente método para representar las escenas del crimen y reconstruir rostros tridimensionalmente. Posteriormente la relación entre ambos protagonistas evoluciona y aprenden a colaborar explotando las habilidades de ambos, convirtiéndose en líderes de un equipo de investigación perfectamente complementado.

## Reparto
| Actor               | Personaje               | Temporadas | Temporadas | Temporadas | Temporadas | Temporadas | Temporadas | Temporadas | Temporadas | Temporadas | Temporadas | Temporadas | Temporadas |
| Actor               | Personaje               | 1          | 2          | 3          | 4          | 5          | 6          | 7          | 8          | 9          | 10         | 11         | 12         |
| ------------------- | ----------------------- | ---------- | ---------- | ---------- | ---------- | ---------- | ---------- | ---------- | ---------- | ---------- | ---------- | ---------- | ---------- |
| Emily Deschanel     | Dra. Temperance Brennan | Principal  | Principal  | Principal  | Principal  | Principal  | Principal  | Principal  | Principal  | Principal  | Principal  | Principal  | Principal  |
| David Boreanaz      | Seeley Booth            | Principal  | Principal  | Principal  | Principal  | Principal  | Principal  | Principal  | Principal  | Principal  | Principal  | Principal  | Principal  |
| Michaela Conlin     | Ángela Montenegro       | Principal  | Principal  | Principal  | Principal  | Principal  | Principal  | Principal  | Principal  | Principal  | Principal  | Principal  | Principal  |
| T.J. Thyne          | Dr. Jack Hodgins        | Principal  | Principal  | Principal  | Principal  | Principal  | Principal  | Principal  | Principal  | Principal  | Principal  | Principal  | Principal  |
| Tamara Taylor       | Dra. Camille Saroyan    |            | Principal  | Principal  | Principal  | Principal  | Principal  | Principal  | Principal  | Principal  | Principal  | Principal  | Principal  |
| John Francis Daley  | Dr. Lance Sweets        |            |            | Principal  | Principal  | Principal  | Principal  | Principal  | Principal  | Principal  | Invitado   |            |            |
| John Boyd           | James Aubrey            |            |            |            |            |            |            |            |            |            | Principal  | Principal  | Principal  |
| Eric Millegan       | Dr. Zack Addy           | Principal  | Principal  | Principal  | Invitado   | Invitado   |            |            |            |            |            | Invitado   | Invitado   |
| Patricia Belcher    | Caroline Julian         | Invitado   | Recurrente | Recurrente | Recurrente | Recurrente | Recurrente | Recurrente | Recurrente | Recurrente | Recurrente | Recurrente | Recurrente |
| Ryan O'Neal         | Max Brennan             |            | Recurrente | Recurrente | Recurrente | Recurrente | Recurrente | Recurrente | Recurrente | Recurrente | Recurrente | Recurrente | Recurrente |
| Eugene Byrd         | Dr. Clark Edison        |            |            | Recurrente | Recurrente | Recurrente | Recurrente | Recurrente | Recurrente | Recurrente | Recurrente | Recurrente | Recurrente |
| Michael Grant Terry | Wendell Bray            |            |            |            | Recurrente | Recurrente | Recurrente | Recurrente | Recurrente | Recurrente | Recurrente | Recurrente | Recurrente |
| Carla Gallo         | Daisy Wick              |            |            |            | Recurrente | Recurrente | Recurrente | Recurrente | Recurrente | Recurrente | Recurrente | Recurrente | Recurrente |
| Joel David Moore    | Colin Fisher            |            |            |            | Recurrente | Recurrente | Recurrente | Recurrente | Recurrente | Recurrente | Recurrente | Recurrente | Recurrente |
| Pej Vahdat          | Arastoo Vaziri          |            |            |            | Recurrente | Recurrente | Recurrente | Recurrente | Recurrente | Recurrente | Recurrente | Recurrente | Recurrente |
| Ryan Cartwriht      | Vicent Nigel-Murray     |            |            |            | Recurrente | Recurrente | Recurrente |            |            |            |            |            |            |
| Luke Kleintank      | Finn Abernathy          |            |            |            |            |            |            | Recurrente | Recurrente | Recurrente |            |            |            |
| Brian Klugman       | Dr. Oliver Wells        |            |            |            |            |            |            |            | Recurrente | Recurrente | Recurrente | Recurrente |            |
| Laura Spencer       | Jessica Warren          |            |            |            |            |            |            |            |            | Recurrente | Recurrente | Recurrente | Recurrente |
| Ignacio Serricchio  | Dr. Rodolfo Fuentes     |            |            |            |            |            |            |            |            | Recurrente | Recurrente | Recurrente | Recurrente |
| Sara Rue            | Karen Delfs             |            |            |            |            |            |            |            |            |            |            | Recurrente | Recurrente |

### Personajes principales
|  | Dra. Temperance Brennan Interpretada por Emily Deschanel. Es la mejor antropóloga forense especialista en huesos y protagonista de la serie, suele ser requerida por el departamento de homicidios del FBI para resolver los crímenes más inusuales que necesitan de su excepcional capacidad para encontrar en los esqueletos cualquier indicio que les ayude a atrapar al culpable. Es inteligente, analítica y lógica, además de muy bella y adicta al trabajo, pero demuestra cierta incapacidad para expresar sus sentimientos y entender las acciones emocionales (síndrome de Asperger). Conocida como «Huesos», (Bones en inglés) por su esposo, Seeley Booth, al nacer su nombre fue «Joy Keenan» cuando era una niña, sus padres le cambiaron el nombre a ella y a su hermano Russ. A los 15 años fue adoptada, debido a que sus padres desaparecieron poco antes de Navidad y su hermano Russ, quien por aquel entonces contaba con 19 años decidió no hacerse cargo de ella. No cree en la religión, la magia, las supersticiones o cosas sobrenaturales, pues ella cree que todo tiene una explicación científica. Es un tanto imprudente y siempre dice lo que piensa sin darse cuenta de que sus comentarios a veces hieren o desconciertan a las personas. En cuanto a su vida social, se podría decir que es prácticamente nula. Habla el idioma español y otros seis ya que vivió en Guatemala durante un tiempo. Es una mujer muy preparada que busca hacer valer la justicia sin importarle las situaciones arriesgadas, lo que le ha llevado a estar más de una vez cerca de la muerte, situaciones de las que suele salir gracias a su compañero, amigo, y esposo el agente especial Booth, con quien tiene una relación muy especial, en la quinta temporada él al fin le declara su amor, pero ella no se atreve a arriesgarse, arrepintiéndose por ello durante la sexta temporada, cuando al confesarle su amor a Booth, ya es tarde y él está enamorado de otra persona y es feliz con ella. En el último episodio de la sexta temporada, se revela que está esperando un hijo del agente Booth que al final resulta ser una niña, llamada Christine Angela Booth nacida en la temporada siete. En la novena temporada se casa con Booth en una boda poco común, en la décima temporada descubre que está embarazada otra vez de seis meses, tras los sucesos de la décima temporada, ella y Booth se van del Jeffersonian por protección a la familia. Regresan nuevamente cuando el hermano de Booth es asesinado, mientras intenta evitar un problema. Durante los sucesos de la undécima temporada es secuestrada por su antiguo interno, Zack Addy, quien parece ser el psicópata asesino conocido como «The Puppeteer». En lo que respecta a su vida amorosa, se le han conocido algunos pretendientes con los que no llegó a nada concreto como su antiguo profesor Michael; Will Hastings, el hermano de una de las víctimas; Pete, con quien compartió apartamento antes de viajar a Guatemala, su acosador Oliver Laurier y el agente especial Sullivan, con el que estuvo a punto de recorrer el Caribe en barco en la segunda temporada. Sin embargo, su verdadero amor es Booth y aunque al principio no se percata de ello, sus compañeros de trabajo sí, en especial su mejor amiga Ángela. |
|  | Agente Seeley Booth Interpretado por David Boreanaz. Es uno de los mejores agentes especiales con los que cuenta el FBI. Trabaja en colaboración con la doctora Temperance Brennan en los crímenes más difíciles de resolver. Es un tipo duro y de complexión atlética, con una enorme facilidad para relacionarse con las personas y un buen sentido del humor. Se toma las cosas con calma y tiene una paciencia infinita con la Dra. Brennan, que a diferencia de ella, cree en la religión y es católico. Por lo general él se encarga de las cosas que requieren del sentido común e intuición, mientras su compañera se encarga del trabajo científico, razón por la cual hacen un equipo excepcional a la hora de encontrar al responsable. Constantemente vive atormentado por su pasado como francotirador del ejército y por ello quiere atrapar a todos los criminales que le sea posibles para pagar de alguna forma su "deuda" pendiente, ya que es muy creyente. En lo que respecta a su vida personal, tiene un hijo de 8 años llamado Parker, producto de su relación con Rebecca, una antigua pareja que no aceptó su propuesta de matrimonio al saberse embarazada. Posteriormente se le conoce una novia llamada Tessa quien solo aparece en la primera temporada y en la segunda a la Dra. Camille Saroyan, con quien mantiene un romance hasta que decide romper con ella por segunda vez, debido a las situaciones de riesgo que implican sus respectivos trabajos. Su otra relación más importante es con Hanna, una intrépida periodista a la que conoce cuando el equipo de investigación se separa al final de la quinta temporada, y él se marcha a Irak. Con ella parece haber olvidado a Brennan, y cuando ella, en un momento de debilidad, le confiesa su amor y él le dice que debe superarlo, como hizo él, pues está feliz con Hanna y la ha olvidado. Cosa que Brennan acepta, hasta que Booth se decide a pedirle matrimonio a Hanna ella le rechaza, terminando así su relación. Destaca también de su personalidad sus corbatas con dibujos y sus calcetines a rayas algo rebeldes, sin dejar de lado las grandes y provocativas hebillas que utiliza en sus cinturones. Otros datos importantes son: que tiene un hermano llamado Jared, su padre fue piloto de aviones y después barbero, su madre compositora de canciones de comerciales,fue criado por su abuelo Hank o "pops" como le dice de cariño y se revela que de no ser por él se habría suicidado, así como el hecho de que en el pasado fue adicto al juego y llama "cerebrines", "cerebritos" o "frikis" al equipo de trabajo de Brennan, por considerarlos demasiado extraños. También le tiene fobia a los payasos y en un capítulo de la segunda temporada le dispara al payaso de un camión de helados. Aprecia mucho a la Dra. Brennan, a la que apoda cariñosamente "Huesos" (Bones en inglés). Siempre que se encuentran en una situación difícil, insiste en cuidarla y velar por su bienestar, ya que ella es un tanto imprudente. En ocasiones llega a estar celoso de alguna de sus parejas sentimentales, comportamiento comprometedor para tratarse solo de simples "compañeros de trabajo" y que más bien va encaminado a un interés romántico por parte de ambos (aunque ella no se percata de ello). Al final de la cuarta temporada le encuentran un tumor cerebral, del que logra recuperarse y le hace sentir un amor irrefrenable por Brennan. En la quinta temporada, empieza a hacer todo lo posible para que ésta se enamore de él. Es el propio David Boreanaz el que se encargará de dirigir uno de los capítulos, el 100, en la quinta temporada (5x16). Titulado "Las partes en la suma del todo", donde se relata cómo se conocieron Temperance Brennan y Seeley Booth y cómo fue su relación desde el principio, cosa que le revelará a Lance Sweets cosas importantes sobre ambos y el vínculo personal que los une. En el último capítulo de la sexta temporada, Brennan le informa que está esperando un hijo suyo, que resulta ser una niña, llamada Christine Ángela Booth nacida en la temporada 7. En la temporada 9 se casa con Brennan y en la temporada 10 descubre que Brennan está embarazada, por lo que abandona el FBI; aunque finalmente regresa junto a Brennan. |

#### Departamento del Jeffersonian
|  | Ángela Montenegro Interpretada por Michaela Conlin. Es una de los miembros más importantes del equipo, ya que es la artista forense que pone rostro a las víctimas. Además del dibujo a mano, emplea diversas tecnologías muy avanzadas, tales como el ``Angelator´´, programa de recreación forense hecha por ella. Es la mejor amiga de la Dra. Brennan, y algunas veces también es para ella la voz de la razón, ya que la doctora no permite que se mezclen mucho su vida personal y la laboral. Ángela es una persona liberal y desinhibida, por lo cual es la que generalmente brinda un toque de frescura o "normalidad" al grupo. Trata constantemente de convencer a la Dra. Brennan para que dedique más tiempo a su vida privada (en especial que se preocupe más por sus relaciones románticas), aunque generalmente con poco éxito. Ha tenido varios novios (llegando incluso a gustarle Booth en la primera temporada), tuvo un novio que protagonizó el asesinato en un caso, quien murió dejando a Ángela desconsolada. También tuvo un romance con su compañero Jack Hodgins, pero dejaron temporalmente su relación por consejo del Dr. Sweets. Tuvo un breve romance con Wendell Bray, un becario del laboratorio. Cuando trata de contraer matrimonio con su compañero Jack Hodgins, descubre que hace unos años se había casado durante una borrachera en una playa con un hombre musculoso, pero a la vez enigmático debido a que firmó el certificado de boda con una "x". Hodgins contrata a varios especialistas para que encuentre al marido misterioso de Ángela y cuando lo encuentran resulta que está totalmente enamorado de Ángela. Después de un tiempo a la vida de Ángela llega un ex amor, pero esta vez es una mujer. Un amor de la universidad con quien retoma su relación durante la 4.ª Temporada y le causa a Hodgins muchos dolores de cabeza, se declaran amor mutuo y todo el equipo del Jeffersonian lo acepta. Finalmente acabará casada con Hodgins al final de la quinta temporada en el capítulo 20,``La Bruja en el Armario´´. El padre de Ángela es un enigmático roquero de larga barba y gafas de sol que hace acto de presencia esporádicamente en diversos episodios para desconsuelo de Hodgins que no sabe si le teme o le respeta. Este papel lo interpreta el músico Billy Gibbons de la famosa banda ZZ Top. En un momento de sinceridad, el padre de Ángela confiesa a Hodgins que colecciona guitarras, autos y armas, y que si se porta bien con su hija le complacería enseñarle solo las guitarras y los autos. Al final de la sexta temporada, nace su hijo, Michael Stacatto Vincent Hodgins, aunque habitualmente se refieren a él como Michael Vincent. Durante las temporadas finales, debe lidiar con la actitud arrogante de Hodgins a causa de su discapacidad, la que adquiere a causa de una explosión; pero poco a poco se sobrelleva esto y su relación sigue firme. Al finalizar la serie, se sabe que Ángela está nuevamente embarazada. |
|  | Dr. Jack Stanley Hodgins IV Interpretado por T.J. Thyne. Él tiene tres doctorados: entomología, geología y botánica, por lo que se dedica a las ramas de la entomología, palinología, mineralogía y química forenses. Se jacta de ello a menudo, autoapodándose "El rey del laboratorio", cosa que le lleva a tener numerosos y amistosos piques con los becarios que se van sucediendo a lo largo de la serie... en especial con Zack Addy, con quien compite continuamente para ganarse la aprobación y reconocimiento de la Dra. Brennan. Aunque lo mantiene en secreto, es dueño del grupo Cantilever, uno de los mayores donantes individuales del instituto Jeffersonian, por lo que es inmensamente millonario. Esto le convierte, a su vez, en "el jefe" de todos, aunque cuando lo descubren insta a Booth y a Ángela a mantener en secreto su procedencia y su estatus para seguir de manera anónima con su trabajo como científico, pues es lo único que realmente desea. En el capítulo 9 de la segunda temporada se lo confiesa a Brennan cuando los sepultan a ambos durante un secuestro. Es un apasionado de las conspiraciones y a menudo ve extrañas relaciones entre los casos que llevan el departamento a tramas políticas y secretos más intrincados. Tiene un agudo y sarcástico sentido del humor, y suele hacer chistes sobre cada caso y las personas involucradas en él. Sus continuos, y a menudo arriesgados, experimentos en pos de descubrir la verdad de los secretos de cada caso (que en el fondo, aun cuando se justifique en la necesidad y en argumentos racionales, lleva a cabo por la sencilla razón de amar hacerlo), le hacen tener numerosos desencuentros (en su mayoría graciosos) con la Dra. Saroyan, encargada del laboratorio. Pese a ser una rata de laboratorio, es uno de los más normales del grupo de científicos y disfruta de las relaciones sociales, lo que lo lleva a tener un romance con Ángela Montenegro. Numerosas veces pide su mano en matrimonio pero ella le dice que no. Aunque en el penúltimo capítulo de la segunda temporada acepta y por fin Ángela pide que sea una boda lo antes posible. Ya estando en medio de la boda de Ángela y Jack entra un hombre que parecía agente de la policía a notificar que Ángela ya estaba casada y que no se podía volver a casar. Por lo visto se casó en Fiyi, aunque Ángela no se acuerda y le parece ridículo ya que lo hizo bajo la influencia del alcohol. A Jack no le importa y huye junto con Ángela abandonando la fiesta y los invitados. En la tercera temporada desesperado por encontrar al esposo de Ángela contrata un investigador que tiempo después funciona y concluye en una pelea. En uno de los capítulos de la quinta temporada (5x20 - La bruja en el armario) se casa finalmente con Ángela, la cual surge de forma improvisada, después de una detención de ambos en una comisaría de pueblo, después de salir del lugar de los hechos en un caso que investigaba el Jeffersonian. Al final de la sexta temporada, nace su hijo, Michael Stacatto Vincent Hodgins. En la octava temporada, Christopher Pelant vacía su cuenta bancaria del grupo Cantiliever, perdiendo Hodgins así toda su fortuna. En el episodio 22 de la temporada 10 un caso relacionado con Pelant lo lleva a recuperar su fortuna con ayuda de Ángela, sin embargo decide donarlo a caridad. En el décimo episodio de la undécima temporada, queda paralítico por una explosión, por lo que tiene problemas de actitud durante un tiempo, pero aprende a sobrellevar la situación y se adapta a su estilo de vida. Al final de la serie, Hodgins vuelve a ser padre y es el jefe interino del Jeffersonian. |
|  | Dra. Camille Saroyan Interpretada por Tamara Taylor. Se incorpora en la segunda temporada de la serie. Camille es nombrada jefa del laboratorio de investigación para intentar mejorar la gestión tanto personal como científica del mismo. Esto la lleva a implicarse y comprometerse con las tareas del equipo mucho más a fondo que su predecesor, el Dr. Goodman. Aunque al principio la relación con los miembros del equipo es tensa, al poco tiempo logran una dinámica muy buena. En esto ayuda la tolerancia de la Dra. Saroyan con los experimentos raros de Hodgins y Zack y su respeto por la profesionalidad y experiencia de la Dra. Brennan. Al mismo tiempo, las actividades de Camille, que a su vez es una forense muy cualificada, ahondan en algunas áreas no usadas por los antropólogos, como las pruebas de ADN, la toxicología y los patógenos, resultando una incorporación muy útil. No sólo es una antigua conocida de Booth, sino que habían estado involucrados románticamente con anterioridad. En la segunda temporada vuelven a tener un corto romance, hasta que algunos percances los convencen de que es mejor no mezclar amor y trabajo. Camille tiene una familia que le causa problemas, compuesta por una hermana celosa que intenta "robarle" a Booth, y unos padres muy exigentes. Cuando el equipo investiga el asesinato de una de sus exparejas, se hace cargo de su hija adolescente la hija, a la que considera como una hija propia. En la octava y novena temporada tiene una relación con el interno Arastoo Vaziri; con quien se casa posteriormente. Al finalizar la serie, Cam decide dejar el laboratorio temporalmente para disfrutar de su matrimonio con Arastoo, por lo que su cargo es ocupado por Hodgins. |
|  | Dr. Zack Addy Interpretado por Eric Millegan. Es el becario del grupo de investigación del Jeffersonian. Su nombre completo es Zachary Uriah Addy, es un chico muy inteligente, pero es muy tímido y poco emocional, como la Doctora Brennan. No se sabe mucho de su vida privada, pero sí que le encanta el baloncesto, los macarrones con queso, y que tiene una voz excepcional. Es introvertido, por lo que siempre tuvo problemas para relacionarse. Sus problemas en las relaciones interpersonales se ven compensados por su gran intelecto. Es un genio para las matemáticas, llegando a asombrar a todos los compañeros del grupo por su velocidad en el cálculo, su capacidad para encontrar patrones numéricos, códigos alfanuméricos y su memoria fotográfica. Debido a todo esto, se podría decir que en cierto grado padece el síndrome de Asperger, al igual que Brennan. Su parecido con Brennan y su admiración hacia ella lo impulsan a quedarse en el grupo cuando se doctora como antropólogo forense. Además de Antropología Forense, Zack tiene otro doctorado. En la primera temporada se enamora de la doctora Brennan, cosa que ella no sabe aunque sí todos sus compañeros, pero esta no tiene el menor interés en Zack. En la tercera temporada, Zack se va de viaje a Irak, para experimentar la vida militar y hacerse más duro, pero regresa porque no se pudo adaptar. Al final de esa temporada, se descubre que el asesino en serie caníbal, Gormogón, que el equipo trata de atrapar toda esa temporada, tiene como aprendiz y cómplice a Zack. Gormogón se aprovecha de su inestabilidad emocional para abducirle y se supone que asesinó a un hombre para él, y por ello lo internan en un hospital psiquiátrico. En la cuarta temporada solo sale en dos capítulos, y se le ve descuidado y con el pelo muchísimo más largo, pero sigue siendo el mismo chico listo y agradable de antes. En el capítulo "Miembros perfectos en el depósito" (4X05), donde se escapa del manicomio, para ayudar al FBI y al Jeffersonian, confiesa a Sweets que él no asesinó al hombre. Esto resulta ser verdad, pero Zack no quiere arriesgarse a ir a la cárcel, aunque fuera por poco tiempo, por miedo a no sobrevivir y prefiere quedarse en el manicomio, donde entra y sale sin ningún problema. En la quinta temporada apareció en el capítulo 100, que fue dirigido por David Boreanaz, en el que se ve cuando empiezan a trabajar todos juntos al formarse el equipo. Al principio, tiene varios encuentros airados con Hodgins, hasta que con el tiempo, haciéndose grandes amigos, aunque de hecho todos lo quieren mucho, cosa que quedó revelada en el capítulo "Dolor en el corazón" (3x15), cuando reúnen sus cosas tras su detención y Sweets dice que las cosas más preciadas de Zack eran los regalos que cada uno de los científicos del equipo le habían dado. Tras su participación en el especial Episodio 100 de la serie (5x16), reaparece al final de la 11 temporada. Hacia el final de la serie, se revela que a Zack se le redujo su sentencia por evidencia presentada por el equipo, por lo que pronto será libre. A causa de su ausencia, la figura de becario asistente lo toman otros internos en el laboratorio. |

#### Dependientes del FBI
|  | Dr. Lance Sweets Interpretado por John Francis Daley. Sweets es un psicólogo de sólo 23 años que se incorpora a la serie en la tercera temporada como el psicoterapeuta asignado a Booth y a Brennan, que ocasionalmente ayuda a Hodgins, Ángela u otros miembros del equipo. Comienza a tomar parte en el equipo proporcionándoles perfiles psicológicos de los sospechosos. Ha resuelto un par de casos gracias a sus dotes. A la vez que colabora en los casos y ayuda a Booth y Brennan en su relación profesional redacta un libro sobre ambos al que decide titular Bones, el corazón del caso. Es en la cuarta temporada se descubren más datos sobre su vida cuando durante la investigación de un caso la doctora Brennan descubre que tiene antiguas cicatrices en la espalda. A raíz del descubrimiento se sabe que fue un niño maltratado en su infancia, que fue adoptado a la edad de 6 años por un matrimonio mayor que le trataron muy bien pero que por desgracia murieron poco antes de su incorporación al FBI con poco tiempo de diferencia. Tras estas dolorosas pérdidas Sweets se siente perdido y ve en Booth y Brennan una familia a la que seguir. En lo que respecta a su vida sentimental se le conocen dos historias románticas. En la tercera temporada aparece su novia, una bióloga marina obsesionada con los sentimientos de los peces, y en el mismo capítulo su novia le deja. En la cuarta temporada de la serie comienza una relación con Daisy, una estudiante de antropología forense que colabora ocasionalmente en el laboratorio para cubrir la ausencia de Zack. Su relación es seria y llegan incluso a comprometerse, pero en el último capítulo de la quinta temporada rompen su relación cuando ella decide marcharse con la doctora Brennan al otro lado del mundo. Finalmente en la séptima temporada de la serie se les ve nuevamente juntos, cuando Sweets intenta conseguir la licencia para portar armas. En la temporada nueve toma un año sabático y regresa temporalmente para ayudar a resolver un caso, pero al final, cuando todos creían que se iba a quedar él dice que no y se marcha. Pero después vuelve dispuesto a ayudar. En la décima temporada se rebela que ha estado conviviendo con Daisy y están esperando un hijo; el segundo capítulo de dicha temporada es asesinado al ejecutar una orden judicial para confiscar evidencia. Su hijo nace poco después de su muerte y es nombrado como Lance Seeley Sweets. |
|  | Agente James Aubrey Interpretado por John Boyd. Introducido en la décima temporada, como agente FBI novato. Originalmente, Aubrey intenta ganar la aprobación y la confianza de Booth, Booth es tan reacios debido a la inexperiencia de Aubrey, sin embargo, él es finalmente aceptado por Booth y el resto del equipo. Aubrey se lleva bien con todo el mundo y su amor por la comida, a menudo sus amigos bromean sobre eso. Cuando era un niño, su padre era un corredor de inversiones que engañó a sus clientes y huyó del país, abandonando Aubrey y su madre y dejándolos sin nada. En la temporada 11, se descubre que el padre de Aubrey está de vuelta en el país, por lo que se dispone a atraparlo. Sentimentalmente, es alguien que se fija en detalles pequeños como la comida, aunque suele ser algo intenso. Esto lo lleva a tener una relación breve con la interna Jessica Warren. Al final de la serie, es promovido en el FBI y se queda a trabajar junto a Booth y Karen |

### Personajes secundarios
- Daniel Goodman (interpretado por Jonathan Adams) es el director y fundador del instituto Jeffersonian, y con su trabajo en arqueología ayuda en algunos casos de la primera temporada. Aunque no llegó a ser un personaje importante en del elenco, era un gran apoyo moral para la mayoría de sus compañeros de laboratorio ayudando a Ángela, Temperance y Booth, en diversos capítulos cuando llegaron incluso a sentirse tentados a dejar la investigación y tener una vida corriente. Tiene varios desacuerdos con Hudgins pero al poco tiempo lo superan. Sus apariciones se limitan a la primera temporada, dejando a Camille en su puesto para retirarse a un año sabático. Es reemplazado en la segunda temporada por la Dra. Saroyan.

- Caroline Julian (interpretada por Patricia Belcher) es la fiscal general del área de Washington, apareció por vez primera en el capítulo 1x19 y a partir de la cuarta temporada se volvió un personaje recurrente y casi indispensable en los capítulos. Caroline es la que se encarga de los detalles legales para facilitar el trabajo de Booth, y a la que debe acudir para conseguir órdenes de registro o detención de los sospechosos. Trabaja desde hace muchos años con Booth por quien siente verdadero aprecio, es una mujer de carácter fuerte, demasiado directa en ocasiones, muy perspicaz y con gran talento como fiscal. En un principio se oponía a la inclusión de la Doctora Brennan, y su grupo de cerebritos, en las investigaciones pero poco a poco fue entendiendo que aportaban detalles y pruebas vitales para resolver los casos y atrapar criminales. Caroline estuvo casada con un abogado con el que tiene una hija ya adulta, se enfrenta con decisión a los criminales, exige al equipo de Booth y Brennan que siempre respeten la ley pero que consigan pruebas irrefutables pues sabe que en un juicio las pruebas endebles o circunstanciales pueden derrumbar un caso. Caroline es muy simpática a pesar de su dureza y en ocasiones coquetea con Booth aunque sin mala intención. Tiene la costumbre de llamar "Chéri" a Booth cuando este hace algo que le agrada, costumbre que extiende a otros personajes de género masculino. Los cerebritos del Jefersonian en ocasiones la exasperan pero reconoce su valía y cuando llega el caso los defiende fieramente de cualquier "externo" que pretenda menospreciarlos. En la sexta temporada fue la responsable de volver a reunir a todo el equipo, pues los llamó a todos para que regresaran al Jefersonian al darse cuenta de que la Doctora Saroyan estaba a punto de ser despedida de su puesto de forense federal, por no lograr establecer la identidad de un cadáver y por haber molestado a sus superiores con declaraciones inapropiadas. En esa oportunidad la Doctora Brennan la catalogó como "el corazón" del equipo.
- Max Brennan (interpretado por Ryan O'Neal) Max Keenan, también conocido como Max Brennan, es el padre de Russ y Temperance Brennan. Él y su esposa eran ladrones de bancos no violentos que se metieron con las bandas en la década de 1970. Se cambiaron las identidades de llevar una vida honesta con sus hijos. Stand detiene a Max por cargos de asesinato en la segunda temporada, y se le juzga en la tercera temporada. El jurado declara no culpable de todos los cargos y se libera, finalmente capaz de volver a conectar abiertamente con sus hijos.
- Billy Gibbons (líder de ZZ Top) Es el padre de Ángela Montenegro, Un estupendo papel con toda la imagen que siempre ha tenido dentro del Rock.
- Michelle, la hija adoptiva de la Dr. Saroyan que mantiene una relación con el becario del laboratorio Finn Abernathy durante la séptima temporada. En la novena temporada le confiesa que está viendo a alguien más y terminan su relación.
- Michael Vincent Staccato Hodgins, el hijo de Ángela y Hodgins.
- Christine Ángela Booth, la hija de Brennan y Seeley.
- Avalon Harmonia (interpretada por Cyndi Lauper) es una vidente amiga de Ángela (aparece en pocos episodios).
- Parker, hijo de Booth (producto de su relación con Rebecca).
- Russ Brennan (interpretado por Loren Dean) También conocido como Kyle Keenan, es el hermano mayor de Temperance Brennan, también conocido como la alegría Keenan, y el hijo de Max Keenan. Russ tiene un pasado turbulento y ha pasado algún tiempo en la cárcel. Él está involucrado con una mujer llamada Amy Hollister y ama a sus dos hijas, Emma y Hayley. Después de que él y Temperance fueron abandonados por sus padres, que también abandonó su hermana, lo que llevó a ella guardarle resentimiento durante bastante tiempo. Aparece por primera vez en el final de la primera temporada, en la que soluciona las cosas con su hermana y también reúne con su padre en la segunda temporada. Su última aparición es en la tercera temporada, a pesar de que se menciona en temporadas posteriores.
- Jared Booth (interpretado por Brendan Fehr): Jared es el hermano menor de agente Seeley Booth que está notoriamente metiendo en problemas. Sin embargo, en un episodio sobre el "Sepulturero", Jared utiliza sus contactos militares para ayudar a salvar la vida de su hermano. En las temporadas cuatro y cinco, sus apariciones son problemáticos para su hermano mayor, especialmente cuando anuncia su compromiso con un exescolta, quien más tarde se divorcia. En temporada once, la tendencia continúa, pero esta vez con un resultado mucho más grave, pues Jared es la nueva víctima por el Jeffersonian y se necesita trabajo forense independiente por parte de Brennan para descubrir que sus restos no son las de Seeley Booth.
- Dr. Gordon Wyatt (interpretado por Stephen Fry): Es psicólogo amigo y maestro de Booth y Sweets.
- Hank Booth (Interpretado por Ralph Waite): Veterano de guerra, abuelo de Booth.

#### Becarios
Tras la detención de Zack su puesto es ocupado por varios becarios:
- Dr. Clark Thomas Edison (interpretado por Eugene Byrd), es de ascendencia afrodescendiente, no le gusta que sus compañeros hablen de su vida privada delante de él en el trabajo, aun así algunas veces infringe su "regla de oro" y comenta cosas referidas a su vida privada o a la de sus compañeros. Ya es doctor cuando es añadido al equipo de internos, incluso es el quien auxilia a la defensa en el juicio del Estado contra Max Brennan, también ocupa el lugar de Bones cuando ella huye al ser falsamente acusada de homicidio. Al regresar a su puesto la doctora Brennan, él es reubicado como antropólogo residente del "departamento de restos antiguos". Tiene ocasionales conflictos con Brennan por competitividad profesional (temporada 8, episodio 1). Pero continúa trabajando con la doctora Brennan en algunas ocasiones.
- Dr. Arastoo Vaziri (interpretado por Pej Vahdat), es de ascendencia persa, y profesa el islam. Tiene un amorío con Cam (temporada 8, episodio 9). Al principio de su estancia en el Jeffersonian finge un acento árabe por miedo a que le consideren un terrorista infiltrado o que se cuestione su religiosidad. En una discusión con la Dra. Saroyan se descubre que no tiene acento ya que desde muy joven se crio en EE. UU. De hecho, él ha servido en el ejército de los EE. UU. como traductor. Durante la octava temporada tiene un romance con la Dra. Saroyan, también resulta infectado con un mortal y agresivo virus al estar trabajando en un caso. En la temporada 10 presenta a Cam como su novia frente a sus padres ocasionando una situación tensa. Después de la renuncia de la doctora Brennan en el capítulo “The Next in the Last” de la temporada 10 es puesto a cargo del laboratorio, sin embargo al regreso de la doctora en la temporada 11 él decide renunciar para buscar nuevas oportunidades por lo que termina su relación con Cam, pero días después Arastoo pierde el empleo y retoma su relación con Cam.
- Daisy Wick (interpretada por Carla Gallo) es la hiperactiva ayudante de Brennan y novia de Lance Sweets hasta la sexta temporada. Debido la excitabilidad incontrolada que sufre cuando descubre algo referente a los casos en que trabaja, es protagonista de algunos incidentes que Brennan considera intolerables y por ello Sweets es el encargado de despedirla. En la temporada 5 Sweets pide a Brennan que dé otra oportunidad a Daisy, ya que ésta ha asistido a terapia para controlar sus emociones. Pero los dos se separaron debido a Sweets darse cuenta de que no quería comprometerse con ella. Luego de separaciones y reconciliaciones, en la décima temporada se revela que ha estado conviviendo con Sweets y están esperando un hijo. Es madre soltera cuando Sweets es asesinado en la temporada 10.
- Colin Fisher (interpretado por Joel David Moore) es un expaciente psiquiátrico, cultiva lo gótico, y los monólogos cómicos. Es propenso a la depresión y es el más minucioso y dedicado cuando está motivado. En la temporada 11 se va del Jerffersonian para ser tutor de la hija del presidente.
- Vincent Nigel-Murray (interpretado por Ryan Cartwright): Vincent es un inglés y un graduado de la Universidad de Leeds. Tiene la costumbre de recitar trivias durante el trabajo. En la sexta temporada, recibe un disparo fatal en el pecho por parte del francotirador Jacob Broadsky. Sin embargo su muerte termina siendo el catalizador en la relación de Booth y Brennan. Hodgins y Ángela toman su nombre para su hijo en honor a él. Es el único interno que muere durante la trama.
- Wendell Bray (interpretado por Michael Grant Terry) es un huérfano de modesta ascendencia, frecuentemente necesitado de ingresos extras para cubrir sus gastos escolares, debido a recortes de presupuesto pierde su beca y alguien del Jefferssonian (se presume que la Dra. Brennan o el Dr. Hodgins) se asegura de apoyarlo para que siga trabajando como interno otorgándole otra beca. Se hace amigo de Hodgins. En la quinta temporada tiene un romance con Ángela. Cuando todos dejan el Jeffersonian al final de la quinta temporada, pierde su beca y comienza a trabajar como mecánico hasta que Temperance le ofrece la oportunidad de volver al Jeffersonian. En la novena temporada le detectan cáncer de huesos (sarcoma de Ewing), y decide luchar contra él. Es ahí cuando comienza una relación con una enfermera oncológica.
- Finn Abernathy (interpretado por Luke Kleintank), de origen sureño, Es un "niño prodigio" que ha cursado sus estudios de licenciatura mucho antes de lo que correspondería por su edad. Es el interno más joven de la Dra. Brennan, en un principio Caroline Julian se opone a que se quede en el Jefferssonian debido a que estuvo en la correccional por delitos menores y por su presunta, aunque no comprobada, participación en la desaparición de su padrastro, quien los golpeaba a él y a su madre. La Dra. Saroyan logra convencer a Caroline de que es un buen chico. A partir de la séptima temporada inicia un romance con Michelle (hija adoptiva de la Dr. Saroyan), quien en la novena temporada lo deja. Tiene también un conflicto con Hodgins por consumir este una salsa preparada por la difunta abuela de Finn, Hodgins se asegura de investigar la receta y juntos la venden a una chef renombrada consiguiendo ingresos extra para ambos y perspectivas económicas prometedoras.
- Jessica Warren (interpretada por Laura Spencer) Jessica Warren creció en una cooperativa de enseñanza. Ella tiene 5 hermanos mayores y se graduó de la Universidad Estatal de Míchigan superior de su clase a la edad de 19. Ella desea 'creatividad' en la ciencia, lo que contrasta con la insistencia de Brennan a ninguna especulación. Ella cree en confiar en el instinto y es un poco abierta. En la temporada 9, aparece por primera vez en el episodio del drama de la Reina. Al final del episodio, ella tiene una aventura de una noche con Sweets, después de la aventura en la temporada 11 se acopla en una relación de amor con el agente del FBI James Aubrey.
- Dr. Oliver Wells (interpretado por Brian Klugman) se incorpora a la serie en la octava temporada, en el capítulo 17. Tiene un doctorado en física, un máster en astronomía, un máster en ecología de la fauna salvaje, uno en economía, también estudio dos años de veterinaria y le faltan un par de asignaturas para obtener el máster en antropología forense. Su personalidad sabihonda y extremadamente falta de tacto hace que pocos en el Jeffersonian le tengan aprecio. Incluso la Doctora Brenan le rechaza por presumido y arrogante.
- Dr. Rodolfo Fuentes (Interpretado por Ignacio Serrichio) es un exiliado cubano, antiguo jefe de antropología forense de la isla, que necesita trabajar como interno para que se le convalide el título en los Estados Unidos. En su presentación, menciona "Soy excepcional, he venido a América para hacer una fortuna y convertirme en el mejor", lo que llama la atención de la Dra. Brennan y se ve obligada a enseñarle cuál es su sitio en el laboratorio, aunque el no cede diciendo que tal vez se convierta en una amenaza. Al término del episodio de su aparición, tras lo acontecido Fuentes falta el respeto a Brennan, a lo que ella amenaza con despedirlo y mandarlo a su país de origen.

## Producción

### Diseño
El concepto de Bones se desarrolló durante la última parte de la temporada de lanzamiento de 2004, cuando 20th Century Fox se acercó al creador de la serie Hart Hanson con una idea para un programa forense. Se le pidió a Hanson que se reuniera con el productor ejecutivo Barry Josephson, quien había comprado los derechos para producir un documental sobre la antropóloga forense y autora Kathy Reichs. Aunque Hanson era renuente a involucrarse en hacer un programa de policía procesal, él firmó y escribió el episodio piloto después de tener una reunión intensiva con Josephson sobre el show. Como el espectáculo se basa en las obras de Reichs, los escritores constantemente la involucran en el proceso de producir las líneas de los episodios. Aunque el personaje principal también está basado libremente en Reichs, los productores decidieron nombrarlo Temperance Brennan, después del personaje en las novelas de Reichs. Reichs ha declarado que ve el show como una precuela a sus novelas, con Temperance Brennan de la serie de televisión como una versión más joven de la Brennan que aparece en sus libros.
Con el fin de hacer de Bones un drama de crimen único en medio de los múltiples dramas procesales que ya pobló la red de televisión como las franquicias de Law & Order y CSI, Hanson decidió incluir en el espectáculo tanto humor oscuro y desarrollo del personaje como sea posible. Otro elemento concebido para el espectáculo fue el "Angelatron", un proyector holográfico que proporciona una manera de reemplazar los flashbacks que usan con frecuencia otros programas procedimentales. Además de sus propósitos expositivos, las imágenes holográficas, creadas por efectos visuales, aportaron un estilo visual único al espectáculo que buscaban los productores.

### Casting
David Boreanaz fue el primer actor en ser parte del reparto de Bones. El creador de la serie Hart Hanson describió a los actores que han hecho una audición para el papel de Seeley Booth como "chicos guapos"; él respondió inmediatamente cuando la cabeza del estudio, Dana Walden, sugirió a Boreanaz para el papel. A Boreanaz se le ofreció el papel pero no estaba tan entusiasmado por involucrarse luego de una difícil reunión con los productores ejecutivos Barry Josephson y Hart Hanson, aunque pensó que el guion estaba bien escrito. Sin embargo, después de que los productores lo contactaron nuevamente para convencerlo de aceptar el papel, Boreanaz aceptó firmar y se le otorgó el papel de Seeley Booth.
Emily Deschanel realizó la audición para el papel de Temperance Brennan justo antes del comienzo de la producción del piloto de Bones. Después de que Deschanel terminase la película Glory Road, el productor de la película Jerry Bruckheimer le recomendó que audicionara en Bones. Deschanel impresionó a Hart Hanson en su audición con su seguridad en sí misma. En un momento tenso en la escena de la audición, David Boreanaz se acercó a Deschanel; y Deschanel se mantuvo firme en lugar de retirarse como la mayoría de las otras actrices. Hanson señaló que, en tal situación, "el 90% de los actores daría un paso atrás". Deschanel fue elegida posteriormente para el papel.
Al comienzo de la cuarta temporada, Zack Addy (Eric Millegan) fue reemplazado por una serie de ayudantes de laboratorio: Wendell Bray (Michael Grant Terry), Colin Fisher (Joel Moore), Arastoo Vaziri (Pej Vahdat), Vincent Nigel-Murray (Ryan Cartwright), Clark Edison (Eugene Byrd) y Daisy Wick (Carla Gallo). Uno —Scott Starrett (interpretado por Michael Badalucco, exintegrante de The Practice)—es mucho mayor que el típico estudiante graduado. Marisa Coughlan fue invitada para algunos episodios a mitad de temporada, como el agente del FBI Payton Perotta, que fue llevado al Jeffersonian como un sustituto temporal de Booth cuando estaba incapacitado.

### Rodaje
La mayor parte de Bones se filma en Los Ángeles, California, a pesar de que el espectáculo se establece principalmente en Washington, D.C., donde se encuentra el ficticio Jeffersonian Institute. Las grabaciones externas son del Museo de Historia Natural de Los Ángeles. Los interiores del Instituto Jeffersonian fueron construidos especialmente en un gran escenario de sonido en el lote de 20th Century Fox en Century City, Los Ángeles. El estreno de la temporada cuatro de dos partes fue filmado en Londres y Oxford, Inglaterra.

### Música
La banda sonora titulada Bones: Original Television Soundtrack, producida por María Alonte McCoy y Billy Gottlieb, fue lanzada en 2008. Contiene 13 canciones grabadas por artistas populares del show. Durante las siete primeras temporadas la melodía inicial fue un tema de The Crystal Method compuesto para la serie, mientras que para la octava se realizó una mezcla de este último. Y es la misma canción con la que termina.

## Audición y episodios

### Episodios
Casi cada título de episodio alternativo alude a cómo la víctima se descubre en dicho episodio, como «The Prisoner in the Pipe» y «The Recluse in the Recliner», o al elemento principal de la trama del episodio, como «The Blackout in the Blizzard» y «El veredicto en la historia».
| Temporada | Temporada | Episodios | Emisión original         | Emisión original     |
| Temporada | Temporada | Episodios | Inicio                   | Final                |
| --------- | --------- | --------- | ------------------------ | -------------------- |
|           | 1         | 22        | 13 de septiembre de 2005 | 17 de mayo de 2006   |
|           | 2         | 21        | 30 de agosto de 2006     | 16 de mayo de 2007   |
|           | 3         | 15        | 25 de septiembre de 2007 | 19 de mayo de 2008   |
|           | 4         | 26        | 3 de septiembre de 2008  | 4 de mayo de 2009    |
|           | 5         | 22        | 17 de septiembre de 2009 | 20 de mayo de 2010   |
|           | 6         | 23        | 23 de septiembre de 2010 | 19 de mayo de 2011   |
|           | 7         | 13        | 3 de noviembre de 2011   | 14 de mayo de 2012   |
|           | 8         | 24        | 17 de septiembre de 2012 | 29 de abril de 2013  |
|           | 9         | 24        | 16 de septiembre de 2013 | 19 de mayo de 2014   |
|           | 10        | 22        | 25 de septiembre de 2014 | 11 de junio de 2015  |
|           | 11        | 22        | 3 de octubre de 2015     | 25 de agosto de 2016 |
|           | 12        | 12        | 3 de enero de 2017       | 28 de marzo de 2017  |

### Audiencia estadounidense
En 2016, un estudio del New York Times de los 50 programas de TV con más likes en Facebook encontró que Bones era "el más popular en áreas dispersas alrededor de la Costa Oeste, y tiende a ser menos popular en lugares con grandes poblaciones no blancas".
Rankings estacionales (basados en el promedio total de espectadores por episodio) de Bones.
Nota: Cada temporada de la serie de televisión en los Estados Unidos comienza a finales de septiembre y termina a finales de mayo, que coincide con la terminación de análisis de mayo.
| Temporada | Episodíos | Huso horario (ET) | Transmisión original     | Transmisión original  | Transmisión original | Ranking | Espectadores (en millones) |
| Temporada | Episodíos | Huso horario (ET) | Estreno de la temporada  | Final de la temporada | Temporada de TV      | Ranking | Espectadores (en millones) |
| --------- | --------- | --- | ------------------------ | --------------------- | -------------------- | ------- | -------------------------- |
| 1         | 22        | Martes 8:00 p. m. (2005) Miércoles 8:00 p. m. (2006)                                                                       | 13 de septiembre de 2005 | 17 de mayo de 2006    | 2005–06              | #60     | 8.90                       |
| 2         | 21        | Miércoles 8:00 p. m. | 30 de agosto de 2006     | 16 de mayo de 2007    | 2006–07              | #50     | 9.40                       |
| 3         | 15        | Martes 8:00 p. m. (2007) Lunes 8:00 p. m. (2008)                                                                           | 25 de septiembre de 2007 | 19 de mayo de 2008    | 2007–08              | #51     | 8.90                       |
| 4         | 26        | Miércoles 8:00 p. m. (2008) Jueves 8:00 p. m. (2009)                                                                       | 3 de septiembre de 2008  | 14 de mayo de 2009    | 2008–09              | #32     | 10.81                      |
| 5         | 22        | Jueves 8:00 p. m. | 17 de septiembre de 2009 | 20 de mayo de 2010    | 2009–10              | #32     | 10.02                      |
| 6         | 23        | Jueves 8:00 p. m. (2010) Jueves 9:00 p. m. (2011)                                                                          | 23 de septiembre de 2010 | 19 de mayo de 2011    | 2010–11              | #29     | 11.57                      |
| 7         | 13        | Jueves 9:00 p. m. (2011) Lunes 8:00 p. m. (2012)                                                                           | 3 de noviembre de 2011   | 14 de mayo de 2012    | 2011–12              | #48     | 9.26                       |
| 8         | 24        | Lunes 8:00 p. m. | 17 de septiembre de 2012 | 29 de abril de 2013   | 2012–13              | #42     | 9.52                       |
| 9         | 24        | Lunes 8:00 p. m. (septiembre-noviembre de 2013, marzo-mayo de 2014) Viernes 8:00 p. m. (noviembre de 2013 - enero de 2014) | 16 de septiembre de 2013 | 19 de mayo de 2014    | 2013–14              | #40     | 8.43                       |
| 10        | 22        | Jueves 8:00 p. m. | 25 de septiembre de 2014 | 11 de junio de 2015   | 2014–15              | #71     | 7.27                       |
| 11        | 22        | Jueves 8:00 p. m. | 1 de octubre de 2015     | 21 de julio de 2016   | 2015–16              |         |                            |
| 12        | 12        | Martes 9:00 p. m. | 3 de enero de 2017       | 28 de marzo de 2017   | 2016–17              | #78     | 5.54                       |

### Distribución en línea
Fox ha lanzado episodios gratuitos de Bones y varias otras series de horario estelar en línea para ver en Netflix, Hulu y su sitio web MySpace, propiedad de la misma compañía matriz, News Corporation (ahora 21st Century Fox), propietaria de Fox. Esto comenzó el 3 de octubre de 2006, pero el acceso está restringido a los residentes de los Estados Unidos solamente. Bones está disponible en su sitio web oficial a través de Fox On Demand. En Canadá, los episodios recientes están disponibles en el sitio web de Global TV, y las temporadas de uno a once estaban en Netflix, hasta su reciente eliminación de dicha plataforma. En México están disponibles las 12 temporadas en https://www.clarovideo.com/mexico/homeuser con acceso de paga o suscrito con Telmex. En 2020 fue agregada al catálogo de Amazon Prime Video con acceso a las 12 temporadas con la suscripción Prime. En 2021, fue agregada para América Latina el catálogo Star+.

## Recepción

### Crítica
Los comentarios para el episodio piloto fueron mixtos, y tiene una puntuación en Metacritic de 55 sobre 100, con base en 29 críticas. Las siguientes temporadas han recibido críticas positivas en general.
USA Today comenta que comparado con otros programas de delincuencia, el show "está construido en una base más tradicional y sólida: la fuerza de sus personajes". Por otra parte, Media Life Magazine, postuló que aunque Bones tiene "una noción sorprendentemente inteligente, incluso brillante", su "ejecución no coincide con la concepción", y basado en su primer episodio, la demostración "falla al intentar convertirse en una serie emocionante". De hecho, rápidamente se convierte en un derivado de tantas cosas más en la televisión — especialmente, (por extraño que parezca), X-Files — que incluso podría llamarse "cabeza de hueso".

### Premios
Bones ha recibido dos nominaciones a los Emmy, por la Dirección Artística Sobresaliente de una Serie de Cámaras Individuales por "The Hero in the Hold" en los Premios Primetime Emmy de 2009 y por Excelentes Efectos Visuales Especiales en un Papel Secundario por "Twist in the Twister" en los Premios Primetime Emmy de 2012.
Emily Deschanel fue nominada para un Premio Satélite en 2006 a la Mejor Actriz - Serie de Televisión Drama.
La serie también ha ganado dos premios Génesis por los episodios "The Woman in Limbo" y "The Tough Man in the Tender Chicken" por aumentar la conciencia sobre las cuestiones de sacrificio de cerdos y granjas industriales de pollo, mientras que el episodio "The Finger in the Nest "recibió una nominación.
Bones fue nominado para dos premios en la 37 ª edición de los People's Choice Awards, por Favorite TV Crime Drama y Emily Deschanel por Favorite TV Crime Fighter. La serie también recibió tres nominaciones en los 38.os People's Choice Awards, por Favorite TV Crime Drama, David Boreanaz por Favorite TV Drama Actor y Emily Deschanel por Favorite TV Drama Actress. Además en la edición de 2016 de los People's Choice Awards, resultaron nuevamente nominados en dos categorías, Favorite TV Crime Drama y Emily Deschanel por Favorite TV Crime Drama Actress.
Bones fue nominado al Premio Prism de 2014 al Mejor Episodio de Drama - Abuso de Substancias por el episodio "The Friend in Need" y John Francis Daley por Mejor Interpretación en un Episodio de Serie Drama.

## Otros medios
Aparte de la emisión en televisión de Bones, sus personajes y conceptos también se han producido en forma impresa, en Internet y en videos cortos para teléfonos móviles. En la actualidad, hay dos libros impresos relacionados con la serie, una novela y la otra una guía oficial.
- Buried Deep (también lanzada bajo el nombre "Bones Buried Deep"; ISBN 978-1-4165-2461-8)[48] escrito por Max Allan Collins, fue publicado por Pocket Star el 28 de febrero de 2006. El libro se basa en los personajes de la serie de televisión en lugar de los personajes creados por Kathy Reichs, que ha inspirado la trama de Bones. Su argumento se centra en la investigación de la Dr. Temperance Brennan y del agente especial Seeley Booth sobre los restos esqueléticos que quedan en las escaleras de un edificio federal y su conexión con una familia mob de Chicago. Ángela, Hodgins y Zack sólo aparecen al final, en una conversación telefónica con Brennan.
- Bones: The Official Companion (ISBN 978-1-84576-539-2)[49] escrito por Paul Ruditis y publicado por Titán Books, lanzado el 16 de octubre de 2007. El libro incluye entrevistas al reparto y al equipo en general, guías del episodio y un detalle a fondo sobre la investigación forense en la vida real.[50]

Fox inicialmente hizo uso extensivo de Internet para promover Bones. Antes de la emisión del episodio de la segunda temporada "The Glowing Bones in the Old Stone House", los perfiles de los personajes involucrados en el episodio fueron puestos en su propia página web de MySpace. Las entradas de blog de los personajes fueron creados para dar una idea de los potenciales sospechosos que aparecerán en el episodio. En el episodio, Brennan y su equipo utilizan pistas de estas páginas web, a la que los espectadores también pueden acceder.
Una serie spin-off que consta de 26 episodios de dos minutos, llamado Bones: Skeleton Crew, fue producida por Fox y lanzado a través de una asociación con Sprint Nextel en conjunto con el patrocinio de MasterCard. Fue lanzado a los suscriptores de Sprint TV en noviembre de 2006 y publicado en el sitio web oficial de Bones el 4 de diciembre de 2006. Los episodios no cuentan con el reparto principal del programa; su trama gira en torno a tres técnicos de laboratorio del Instituto Jeffersonian que utilizan sus habilidades para resolver un misterio.
El contenido de la bonificación fue publicado por Fox en el sitio oficial de Bones durante la tercera temporada, que incluye videos cortos con Booth y Brennan esperando ver al Dr. Sweets para terapia de parejas.

## Lanzamiento en formato casero
Las primeras tres temporadas, la novena, décima, undécima y duodécima temporada fueron lanzadas solamente en formato DVD, mientras que las temporadas 4 a 8 también fueron lanzadas en formato Blu-ray Disc.
| Temporada    | Episodios | Episodios | Episodios | Fechas de lanzamiento    | Fechas de lanzamiento    | Fechas de lanzamiento   |
| Temporada    | Región 1  | Región 2  | Región 4  | Región 1                 | Región 2                 | Región 4                |
| ------------ | --------- | --------- | --------- | ------------------------ | ------------------------ | ----------------------- |
| Temporada 1  | 22        | 22        | 22        | 28 de noviembre de 2006  | 30 de octubre de 2006    | 11 de enero de 2007     |
| Temporada 2  | 21        | 21        | 21        | 11 de septiembre de 2007 | 15 de octubre de 2007    | 3 de diciembre de 2008  |
| Temporada 3  | 15+4      | 15        | 15        | 18 de noviembre de 2008  | 17 de noviembre de 2008  | 4 de marzo de 2009      |
| Temporada 4  | 22        | 26        | 26        | 6 de octubre de 2009     | 26 de octubre de 2009    | 27 de octubre de 2009   |
| Temporada 5  | 22        | 22        | 22        | 5 de octubre de 2010     | 18 de octubre de 2010    | 27 de octubre de 2010   |
| Temporada 6  | 23        | 23        | 23        | 11 de octubre de 2011    | 17 de octubre de 2011    | 9 de noviembre de 2011  |
| Temporada 7  | 13        | 13        | 13        | 9 de octubre de 2012     | 1 de octubre de 2012     | 7 de noviembre de 2012  |
| Temporada 8  | 24        | 24        | 24        | 8 de octubre de 2013     | 30 de septiembre de 2013 | 20 de noviembre de 2013 |
| Temporada 9  | 24        | 24        | 24        | 16 de septiembre de 2014 | 15 de septiembre de 2014 | 26 de noviembre de 2014 |
| Temporada 10 | 22        | 22        | 22        | 29 de septiembre de 2015 | 12 de octubre de 2015    | 11 de noviembre de 2015 |
| Temporada 11 | 22        | 22        | 22        | 3 de enero de 2017       | 7 de noviembre de 2016   | 7 de diciembre de 2016  |
| Temporada 12 | 12        | 12        | 12        | 13 de junio de 2017      | 19 de junio de 2017      | 14 de junio de 2017     |
|              |           |           |           |                          |                          |                         |